# 지한재
지한재(池漢載, 1936년 10월 27일 ~ )는 대한민국의 무술인이자 홍콩의 영화 배우이다.

## 생애
경상북도 안동 출신으로 1949년부터 1956년까지 최용술의 지도하에 무술을 익혔으며, 이를 바탕으로 합기도 기술과 조직을 체계화함으로써 한국의 합기도를 오늘에 이르게 했다. 또한 자신의 무술 실력을 바탕으로 이소룡의 마지막 작품인 《사망유희》에서 합기도 고수로 출연했다. 1984년에 미국으로 이주하여 신무 합기도를 창설했다.

## 출연 작품

### 영화
- 1978년 《사망유희》

## 같이 보기
- 최용술
- 서복섭
- 신무합기도